# 王己春
王 己春（ワン・キチュン、1988年9月13日 - ）は、大韓民国の全羅北道・井邑市出身の柔道家。北京オリンピック柔道銀メダリスト。身長171 cm。世界柔道選手権には5度出場しそのうち2大会で金メダルを獲得するなど、韓国でも有数の実力者でもある。

## 概要
柔道は7歳の時に始めた。
2006年、韓国の国内選手権73㎏級で2位の好成績を挙げると、世界ジュニアで3位になった。翌年の世界選手権では全くの無名選手ながら勝ち上がり、決勝でアゼルバイジャンのエルヌル・ママドリを効果で破って、僅か19歳2日で世界チャンピオンとなった。世界団体では3位だった。
2008年の北京オリンピックにはアテネオリンピック金メダリストの李元熹から代表の座を奪い出場すると、予選で肋骨を折りながら決勝まで進むも、ママドリに開始早々の朽木倒で敗れるが銀メダルを獲得した。
2009年の世界選手権決勝では、北朝鮮のキム・チョルスを指導3で破って2連覇を達成した。また、グランドスラム・パリ、グランドスラム・モスクワ、グランドスラム・東京のグランドスラム3大会で勝利すると、ユニバーシアードでも個人戦と団体戦でともに優勝した。
2010年最初の試合である地元で開催されたワールド・マスターズでは、準々決勝で日本の粟野靖浩に大外刈で一本負けして連勝記録が53で止まるが、2月のグランドスラム・パリでは2連覇した。だが、世界選手権では準決勝で日本の秋本啓之に0－3の判定で敗れ銅メダルに終わった。11月のアジア大会でも決勝で秋本に有効で敗れた。
2011年の世界選手権では4回戦で地元フランスのウゴ・ルグランと対戦したが、開始早々に一本負けを喫しメダルを獲得することができなかった。
2012年1月のワールドマスターズでは優勝を果たした。しかし、7月のロンドンオリンピックでは準決勝でそれまで6連勝していたロシアのマンスール・イサエフと対戦し指導2で敗れると、さらに3位決定戦でも昨年の世界選手権で対戦したフランスのルグランに技ありで敗れ、メダルを獲得することが出来ずに終わった。
2013年のユニバーシアードでは2009年以来2度目の優勝を飾るが、世界選手権では初戦で日本の大野将平に反則負けした。
その後、階級を81kg級に変更し2015年に地元の光州で開催されたユニバーシアードでは2位に終わった。グランプリ・青島では優勝した。
2016年には国内の代表選考大会の初戦で敗れ、リオデジャネイロオリンピック代表に選出されなかったために引退した。今後はコーチに転進するという。

## 暴行騒ぎ
2009年10月17日、王は京畿道竜仁市処仁区内のナイトクラブの個室で一緒に酒を飲んでいた女性と口論になり、 ほおを殴ったとして書類送検に付された。その事件で王は動揺してか自らのファンサイトに引退を示唆する書き込みを残し、10日ほど身を潜めた。そのため出場が予定されていた全国体育大会にも参戦することはなかった。その後姿を現して今回の一件を謝罪した。これを受け韓国の柔道協会は今回の騒ぎで、王に2ヶ月間の地方での無料講習会に参加させるボランティア活動を課すことに決めた。

## 軍隊内での規律違反
2013年12月10日に韓国軍の基礎軍事訓練を受けるために忠清南道論山にある陸軍訓練所に入所した王は、厳禁されている携帯電話を訓練中に使ったとして、12月31日から1週間の拘置処分に付された。これにより訓練時間の不足が生じたことで退営措置を受け、再入所しなければならなくなった。韓国軍の関係者は、「4週間の訓練で携帯電話の使用が発覚するのは珍しい」と語った。韓国の柔道協会は、「王己春がこの時点で代表選手ではないことから、処分は考えていない」という。韓国では、オリンピックメダリストやアジア大会金メダリストは4週間の基礎軍事訓練を受ければ兵役が免除されることから、北京オリンピックの銀メダリストである王も2013年12月から訓練に参加していた。

## 2度目の暴行容疑
2020年5月には未成年女性への性的暴行容疑で逮捕された。すでに3月には告訴状が受理されており、捜査が始まっていたところだった。女性への暴行容疑は2009年以来これで2度目となった。なお、王は2016年に自身の名を冠した柔道館を開設してその後6カ所に増えるも、一部の柔道館は今回の事件を受けて名称を変更することになった。また、王に対する法的処置も検討しているという。その後、韓国の柔道協会は「柔道の品位と社会的地位」を貶めたとして、王を永久除名することに決定した。四段だった段位も褫奪されることになった。その処分に対して王側は再審申請をしなかったために永久追放が確定した。裁判で有罪が確定した場合は、規定により体育年金の受給資格も断たれる。なお、裁判では無期懲役の可能性も有り得るという。11月に裁判所は王に対して懲役6年を言い渡した。2017年2月に当時17歳だった女性の弟子を自宅に連れ込み性的暴行を働いた他に、2019年8月から2020年2月にかけて当時16歳だった別の女性の弟子とも10回にわたる性交渉を持ち、2019年2月にはこの弟子を自宅に連れ込み暴行未遂をしたことでも起訴されていた。判決によれば、王は自らの地位を悪用して弟子に対して性的暴行を働いたり性交渉を持ったにもかかわらず、弟子側から性的関係の提案がなされたと主張した他に、弟子に証言を変えるように促すなど反省の素振りが見られなかったとした。さらに王は、児童関連施設に8年間従事することを禁じられるとともに、性犯罪に関する治療プログラムを40時間ほど受けるように指示された。

## 主な戦績
71kg級での戦績
- 2006年 - 世界ジュニア 3位
- 2006年 - 韓国国際 2位
- 2007年 - 世界選手権 優勝
- 2007年 - 世界団体 3位
- 2007年 - 嘉納杯 優勝
- 2008年 - フランス国際 5位
- 2008年 - 北京オリンピック 2位
- 2008年 - 嘉納杯 優勝
- 2009年 - グランドスラム・パリ 優勝
- 2009年 - グランドスラム・モスクワ 優勝
- 2009年 - ユニバーシアード 個人戦 優勝 団体戦 優勝
- 2009年 - 世界選手権 優勝
- 2009年 - グランドスラム・東京 優勝
- 2010年 - ワールドマスターズ 5位
- 2010年 - グランドスラム・パリ 優勝
- 2010年 - ワールドカップ・サルヴァドール 2位
- 2010年 - 世界選手権 3位
- 2010年 - アジア大会 2位
- 2010年 - ワールドカップ・スウォン 優勝
- 2011年 - ワールドマスターズ 優勝
- 2011年 - アジア選手権 個人戦 優勝 団体戦 優勝
- 2011年 - グランプリ・アブダビ 優勝
- 2011年 - ワールドカップ・スウォン 優勝
- 2011年 - グランプリ・青島 優勝
- 2012年 - ワールドマスターズ 優勝
- 2012年 - グランプリ・デュッセルドルフ 優勝
- 2012年 - アジア選手権 個人戦 優勝 団体戦 優勝
- 2012年 - ロンドンオリンピック 5位
- 2013年 - グランプリ・デュッセルドルフ 3位
- 2013年 - アジア選手権 個人戦 3位 団体戦 優勝
- 2013年 - ユニバーシアード 個人戦 優勝 団体戦 2位

81kg級での戦績
- 2014年 - グランプリ・ウランバートル 2位
- 2014年 - グランプリ・チェジュ　3位
- 2015年 - ヨーロッパオープン・ワルシャワ　優勝
- 2015年 - ユニバーシアード　個人戦　2位　団体戦　2位
- 2015年 -　グランプリ・青島　優勝
- 2015年 -　グランドスラム・東京　3位
- 2016年 -　グランドスラム・パリ　3位
- 2016年 - グランプリ・サムスン　2位

(出典、)。